# 袁希璋
袁希璋，四川省潼川府安岳縣人，清朝政治人物。同進士出身。
光緒元年（1875年）乙亥恩科四川鄉試第一名舉人（解元）。光緒二年（1876年），參加丙子恩科會試，得貢士第163名。殿試登進士3甲第124名。同年五月（6月3日），經吏部掣簽，授即用知縣，任山西河津縣知縣，曾逮捕盜亂。

### 書目
- （清）法式善等，《清秘述聞三種》，中華書局，清代史料筆記叢刊，ISBN：ISBN 7101017428。
- 王轩、杨笃等纂修，《山西通志》